# 三浦小平二
三浦 小平二（みうら こへいじ、1933年3月21日 - 2006年10月3日）は日本の陶芸家。1997年に人間国宝に認定された。

## 略歴
新潟県佐渡郡相川町（現在の佐渡市）出身。生家は佐渡無名異焼の窯元であり、三代常山の孫、三浦小平の長男として生まれた。1955年東京芸術大学美術学部彫刻学科を卒業後、加藤土師萌の元で青磁の伝統技法を学ぶ。
1969年に中近東や東アフリカ、1978年に中国・モンゴルなどアジア各国を巡り、各国の磁器の研究や自らの作品への投影に励んだ。特に、古代中国の皇室御用達であった国営陶磁器製作所が生み出す南宋官窯に強い影響を受け、目標としながら研究を重ねた。その末に佐渡の朱色の土を下地とした器に青磁釉をかけるという独特な技法を開発する。更に色絵を組み合わせ、人物や風物を描くという独自の作風を確立した。器そのものの形にも感性が反映されており、その現代的な感覚は陶芸の世界の新たな展開を示すとして注目された。パリやニューヨークで個展を開催するなど、国際的な評価も高い。
1961年に新日展に初入選、翌1962年の現代日本陶芸展での朝日新聞社賞をはじめ、数々の賞を獲得。1973年に父が他界した後、小平窯を継承する。1976年日本伝統工芸展に「青磁大鉢」を出品し文部大臣賞受賞、文化庁買上作品に選出される。1985年には浩宮徳仁親王（現在の皇太子）より「青磁花瓶」がイギリス女王のエリザベス2世に留学記念として贈られている。
東京芸術大学工芸科陶芸講座助教授を経て、1990年同大学教授、2000年には名誉教授に就任。社団法人日本工芸会理事等を歴任し、次世代への指導教育に務めた。1992年には相川町に「三浦小平二 小さな美術館」を設立。1997年6月6日に重要無形文化財「青磁」保持者に認定された。1996年には紫綬褒章を受章。
2006年10月3日東京都国立市の自宅にて逝去、享年73。